# Доњи Христос
Доњи Христос (грч. Κάτω Χριστός, Като Христос) је насељено место у општини Сер у периферији Средишња Македонија, Грчка. Према попису из 2021. године било је 347 становника.
Доњи Христос је подигнут 1924. године где је био смештен већи број грчких избегличких породица. На попису из 1928. године насеље се води заједно са суседним селом Христос (Горњи Христос), када је имало 450 становника, од чега је 285 грчких избеглица (79 породица). До 1924. године и насељавања грчких избеглица, Христос је било словенско насеље које је 1920. године имало 171 становника. Од 1940.  Доњи Христос се води као посебно насеље са 246 житеља. Шездесетих година 20. века почело је досељавање мештана Христоса, које је завршено поечтком седамдесетих година када је ово село напуштено. Доњи Христос је 1971. године имао 486 становника.